# 奥古斯都陵墓
奥古斯都陵墓（義大利語：Mausoleo di Augusto）是古罗马皇帝的大型陵墓，公元前28年修建于罗马战神广场，位于现在的奥古斯都大帝广场（Piazza Augusto Imperatore），是战神广场北侧令人印象深刻的主导建筑。 因为整修，陵墓曾关闭了十四年，但已于 2021 年 3 月重新向公众开放。
奥古斯都在公元前31年的亚克兴角战役胜利后，在罗马兴建的最早的工程之一就是奥古斯都陵墓。陵墓为圆形规划，包括几个同心圆环，种植了柏树，圆锥形屋顶和一尊奥古斯都雕像。一对粉红色的花岗岩方尖碑位于拱形入口的两侧，一个现在在埃斯奎利诺广场（圣母大殿西北侧），另一个现在在奎利那雷喷泉。完成的陵墓直径90米，高42米。
从入口有一条通道通往陵墓中心，那里是一个带有三个壁龛的房间，有存放皇室骨灰的黄金骨灰瓮。